# غونزالو أباسكال
غونزالو أباسكال (بالإسبانية: Gonzalo Abascal)‏ هو لاعب كرة قدم تشيلي في مركز الدفاع، ولد في 27 ديسمبر 1990 في سانتياغو في تشيلي. لعب مع ديبورتيس ماجالانز.

## وصلات خارجية
- غونزالو أباسكال على موقع قاعدة بيانات كرة القدم.إي يو (الإنجليزية)
- غونزالو أباسكال على موقع Soccerway.com (الإنجليزية)
- غونزالو أباسكال على موقع عالم كرة القدم.نت (الإنجليزية)
- غونزالو أباسكال على موقع AS.com (الإسبانية)